# Jito Kok
Jito Kok (Wageningen, 23 de marzo de 1994) es un jugador de baloncesto holandés que en la temporada 2017-2018 formó parte de la plantilla del Heroes Den Bosch de la BNXT League. Tiene una altura de 2,06 metros y juega de pívot.

## Biografía
Es un pívot formado en los San Diego Toreros, que tras acabar su periplo universitario en 2016 se marcharía a Grecia para tener su primera experiencia como profesional en las filas del Lavrio, aunque terminó la temporada cedido en el Avis Rapla de Estonia.
En agosto de 2017, Jito Kok cierra la plantilla de Carramimbre CBC Valladolid, completando la plantilla que dirigiría Paco García en el regreso de Valladolid a LEB Oro.
El 20 de junio de 2021, firma por el Spirou Charleroi de la Pro Basketball League belga, tras destacar la temporada 2020-21 en las filas del Kangoeroes Mechelen.
En la temporada 2022-23, firma por el Heroes Den Bosch de la BNXT League.

### Selección nacional
[actualizar]
En septiembre de 2022 disputó con el combinado absoluto neerlandés el EuroBasket 2022, finalizando en vigesimosegunda posición.